# Estolomimus apicale
Estolomimus apicale är en skalbaggsart som beskrevs av Martins och Maria Helena M. Galileo 1997. Estolomimus apicale ingår i släktet Estolomimus och familjen långhorningar. Inga underarter finns listade i Catalogue of Life.